# Maira abscissa
Maira abscissa là một loài ruồi trong họ Asilidae. Maira abscissa được Walker miêu tả năm 1860. Loài này phân bố ở miền Ấn Độ - Mã Lai.